# Димек, Мануэль
Мануэ́ль Диме́к (мальт. Manwel Dimech, 25 декабря 1860, Валлетта, Мальта — 17 апреля 1921, Александрия, Египет) — мальтийский философ, писатель, журналист и социалист. Выдающийся деятель национально-освободительного и рабочего движений. Неоднократно подвергался гонениям: тюремному заключению, депортации и высылке с острова.

## Память

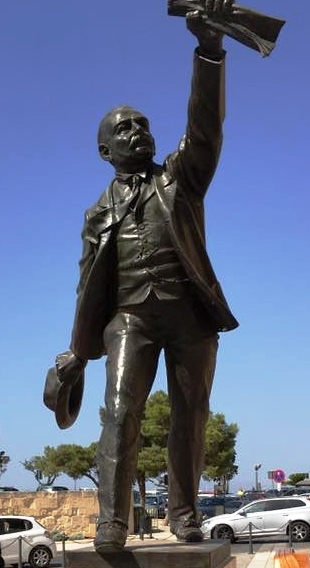
Памятник Мануэлю Димеку

- В 1976 году его памятник был установлен на центральной площади города Валетта.
- Его именем названы улицы в городах Ашак, Корми, Рабат, Сан-Джулиан (там же его имя носит мост) и Слима.